# Ermita de San Nicolás de Bujaruelo
La ermita de San Nicolás de Bujaruelo es una antigua ermita del siglo XIII, ahora en ruinas, dedicada a Nicolás de Bari y situada en el valle de Bujaruelo, en el Pirineo aragonés. Bujaruelo pertenece al municipio de Torla-Ordesa, en la provincia de Huesca, y se encuentra en el Lugar de importancia comunitaria de Bujaruelo - Garganta de Los Navarros. Se trata de un templo de nave única, con un ábside de tambor.
Junto a la ermita se encuentra el río Ara y el puente románico que cruza el río, además de una zona de acampada.